# Dvanajst ujcev
Dvanajst ujcev je rezijanska ljudska pravljica, ki jo je 16. avgusta 1967 povedala Tina Vajtova na Solbici. Posnel in prepisal v knjižni jezik jo je Milko Matičetov. Prvič je bila natisnjena leta 1974 pri Mladinski knjigi v Ljubljani.
V  basni Dvanajst ujcev čas in kraj nista natančno določena. Tu ni značilnih pravljičnih bitij, kot so čarovnice, čarovniki, palčki, zmaji in podobni.  Ljudje, ki nastopajo v tej pravljici, so tako dobri kot slabi.

## Analiza pravljice
Pravljica opisuje življenje revne družine oziroma revne vdove, ki skrbi za svojih dvanajst otrok. Ker živijo v hudi revščini, saj otroci nimajo kaj jesti in  obleči, se mati nekega dne odloči da bo obiskala dvanajst ujcev in jih poprosila za pomoč. Le ti živijo v oddaljeni vasi. Teh dvanajst ujcev pa v resnici predstavlja dvanajst mesecev v letu. 
Tako mati nekega dne odide, najprej do Januarja. Ta ji ni dal nič, saj ima samo sneg. Februar se je delal norca in ji je ponudil dež, veter, brozgo in podobno. Marec ji je prinesel šopek vijolic. April ji je dal butarico, ki mu jo je vrnila. Maj ji je tudi dal cvetje, Junij pa jo je po vseh zimskih mesecih najbolj razveselil. Prinesel ji je maline, borovnice... Julij ji je podaril jabolka in hruške. Kot se za Avgust spodobi, ji je ta ujec podaril grozdje. September ji je dal kostanj, hruške, skratka to kar je imel. Oktober ji je podaril koruzo in fižol. November ni imel nič, saj je imel le listje ki pade z dreves. Tudi December ni imel ničesar, vendar ji je obljubil da bo otrokom ob Božiču kaj prinesel. Tako je mati dobila dovolj hrane za svoje otroke, le obleke ji ni podaril nihče. Toda kljub temu so bili otroci presrečni. 
Glavni motiv te pravljice je revščina. Le ta je v preteklosti pestila veliko družin, zato ni čudno da so se pojavljale pravljice kot je ta. V pravljici Dvanajst ujcev je mati ostala sama z dvanajstimi otoki, in motiv revščine je tu pričakovan.

## Liki
Glavna kjiževna oseba je mati, stranske književne osebe pa so njeni otroci in ujci. Lika očeta v pravljici ni zaslediti, niti ni omenjeno, če je družino zapustil in ali je že mrtev, torej je mož odsotna književna osebnost. 
Pravljično število dvanajst predstavlja stranske književne osebe, 12 mesecev in 12 otrok. Od dvanajstih ujcev, ki nastopijo v pravljici niso vsi dobri in prijazni. Mater razveselijo predvsem spomladanski in poletni meseci, medtem ko jo zimski pahnejo v še večjo žalost. Le December ji obljubi darilo za Božič. Tudi otroci skozi pravljico igrajo veliko vlogo, čeprav ni tako vidna in izstopajoča. Cela pravljica se odvija zaradi njih, saj je materina pot samo za njihovo dobro. 

## Izdaje
- Dvanajst ujcev, Ljubljana, Založba Mladinska knjiga, 1974
- Dvanajst ujcev, Ljubljana, Založba Mladinska knjiga, 1994